# Vins-sur-Caramy
Vins-sur-Caramy est une commune française située dans le département du Var, en région Provence-Alpes-Côte d'Azur.

## Géographie

### Localisation
Situé en France, entre Carcès et Brignoles, au cœur du pays d’art et d’histoire de la « Provence Verte » qui regroupe 43 communes typiques de la région, le village de Vins-sur-Caramy est édifié à côté de la rivière Caramy.

### Voies de communications et transports

#### Voies routières
La commune est desservie par :
- la départementale 24 depuis Brignoles ;
- la départementale 224  depuis Le Val.

#### Transports en commun
- Outre les transports scolaires, la commune est desservie par le réseau départemental de transport en commun Varlib[2].
- Les gares SNCF les plus proches sont :
  - Le Luc - Le Cannet, à 30 kilomètres à l'est,
  - Carnoules, à 35 kilomètres au sud,

toutes deux desservies par les TER reliant Toulon à Nice.
|        | Carcès          |         |
| Le Val | Vins-sur-Caramy | Cabasse |
|        | Brignoles       |         |

### Hydrographie et eaux souterraines
Cours d'eau sur la commune ou à son aval :
- rivière le Caramy[5] ;
- vallons du Barayol, des Adrets ;
- lac dans une ancienne carrière de bauxite[6].

Un inventaire des ressources hydrauliques des bassins du Caramy et de l'Issole a été réalisée en décembre 1971.
Une étude, destinée à promouvoir le développement de micro-centrales hydroélectriques en basse chute par la réalisation d'un aménagement reproductible en petites séries industrielles, a d'autre part été réalisée en juillet 1981.

#### L'assainissement collectif et non collectif
- La commune dispose d'un système d’assainissement collectif communal[9],[10].

Vins-sur-Caramy dispose d'une station d'épuration d'une capacité de 1 000 équivalent-habitants.
- Les assainissements non collectifs relèvent de la compétence de la communauté d'agglomération[12].

### Géologie et relief
Vins est un village historique centré sur son église et orienté vers son château.
En sus de sa nature calcaire, la Provence Verte regorge de ressources en minerai notamment la bauxite. C'est le cas sur la commune de Vins-sur-Caramy.
Le SCoT préconise la protection des grands paysages et sites remarquables, notamment
les reliefs de la Sainte-Baume, les deux Bessillons, le Vallon Sourn, le lac de Carcès, le lac de Vins, les plaines agricoles, les villages perchés, les Monuments historiques, etc..
Une étude paysagère de cadrage des zones de développement éolien a d'autre part été conduite en 2009 par la DREAL PACA. L'objectif a été d’analyser les données de l’Atlas des paysages du Var et de compléter les données réglementaires paysagères afin de dégager les enjeux paysagers, d'alerter sur les sensibilités de certains territoires et de promouvoir des démarches de projet intégrant pleinement le paysage dans la conception des parcs. Elle avait notamment pour objet :
- les paysages remarquables : lac de Carcès et chutes du Caramy ; lac et abord de la chapelle Saint-Christophe à Vins-sur-Caramy[20],
- le patrimoine bâti : pont et château de Vins-sur-Caramy[21].

### Sismicité
La commune est située en zone de sismicité 2 faible,.

### Climat
Pour des articles plus généraux, voir Climat de Provence-Alpes-Côte d'Azur et Climat du Var.
En 2010, le climat de la commune est de type climat méditerranéen franc, selon une étude du Centre national de la recherche scientifique s'appuyant sur une série de données couvrant la période 1971-2000. En 2020, Météo-France publie une typologie des climats de la France métropolitaine dans laquelle la commune est exposée à un climat méditerranéen et est dans la région climatique  Provence, Languedoc-Roussillon, caractérisée par une pluviométrie faible en été, un très bon ensoleillement (2 600 h/an), un été chaud (21,5 °C), un air très sec en été, sec en toutes saisons, des vents forts (fréquence de 40 à 50 % de vents > 5 m/s) et peu de brouillards. 
Pour la période 1971-2000, la température annuelle moyenne est de 13,8 °C, avec une amplitude thermique annuelle de 16,1 °C. Le cumul annuel moyen de précipitations est de 871 mm, avec 6,3 jours de précipitations en janvier et 2,2 jours en juillet. Pour la période 1991-2020, la température moyenne annuelle observée sur la station météorologique de Météo-France la plus proche, « Montfort-sur-Argens_sapc », sur la commune de Montfort-sur-Argens à 5 km à vol d'oiseau, est de 14,7 °C et le cumul annuel moyen de précipitations est de 789,3 mm. 
La température maximale relevée sur cette station est de 42,5 °C, atteinte le 28 juin 2019 ; la température minimale est de −11 °C, atteinte le 8 janvier 1985,,. 
Les paramètres climatiques de la commune ont été estimés pour le milieu du siècle (2041-2070) selon différents scénarios d'émission de gaz à effet de serre à partir des nouvelles projections climatiques de référence DRIAS-2020. Ils sont consultables sur un site dédié publié par Météo-France en novembre 2022.

## Urbanisme

### Typologie
Au 1er janvier 2024, Vins-sur-Caramy est catégorisée bourg rural, selon la nouvelle grille communale de densité à sept niveaux définie par l'Insee en 2022.
Elle est située hors unité urbaine. Par ailleurs la commune fait partie de l'aire d'attraction de Brignoles, dont elle est une commune de la couronne,. Cette aire, qui regroupe 10 communes, est catégorisée dans les aires de moins de 50 000 habitants,.

### Occupation des sols
L'occupation des sols de la commune, telle qu'elle ressort de la base de données européenne d’occupation biophysique des sols Corine Land Cover (CLC), est marquée par l'importance des forêts et milieux semi-naturels (88,9 % en 2018), en augmentation par rapport à 1990 (86,5 %). La répartition détaillée en 2018 est la suivante : 
forêts (63,9 %), milieux à végétation arbustive et/ou herbacée (25,1 %), zones agricoles hétérogènes (7 %), zones urbanisées (2,6 %), prairies (1,5 %). L'évolution de l’occupation des sols de la commune et de ses infrastructures peut être observée sur les différentes représentations cartographiques du territoire : la carte de Cassini (XVIIIe siècle), la carte d'état-major (1820-1866) et les cartes ou photos aériennes de l'IGN pour la période actuelle (1950 à aujourd'hui).

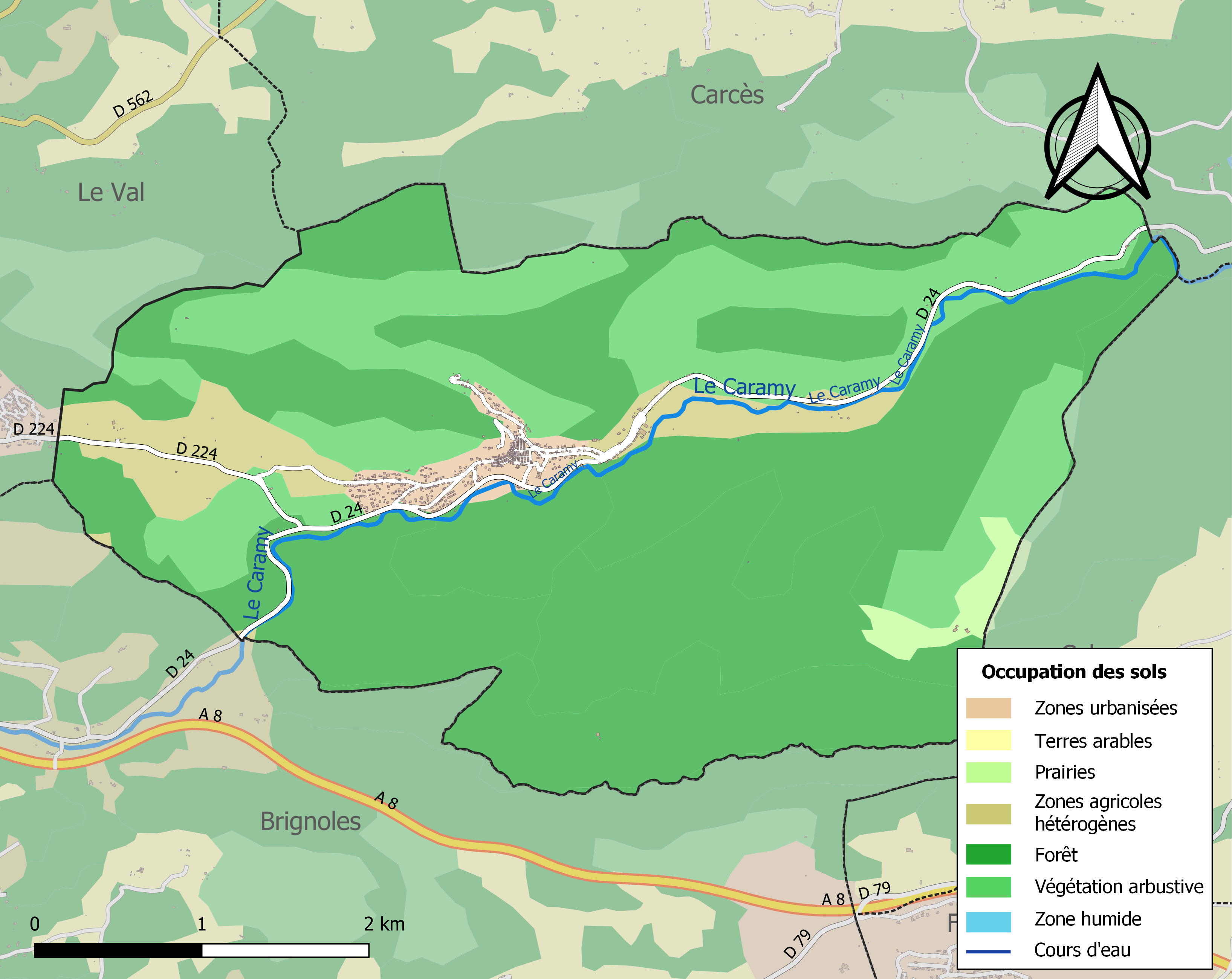
Carte des infrastructures et de l'occupation des sols de la commune en 2018 (CLC).

### Intercommunalité
Jusqu'en 2016, Vins-sur-Caramy était membre de la communauté de communes Comté de Provence de 38 281 habitants, créée en janvier 2002.
Le projet de schéma départemental de coopération intercommunale de 2015 a souhaité une fusion des trois communautés de communes Comté de Provence, Sainte-Baume Mont-Aurélien et du Val d'Issole pour constituer une nouvelle agglomération de 95 278 habitants en 2014, articulée autour des pôles urbains de Brignoles et Saint-Maximin-la-Sainte-Baume. L'arrêté de création est intervenu le 5 juillet 2016.

## Histoire
Le « bourg castral de Vins », avec son village, l’église et le château construits sur un éperon rocheux dominent la vallée du Caramy. Ancien village minier d’exploitation de bauxite, comme en témoigne le lac que l'eau a rempli, au fil du temps, d'une ancienne mine de bauxite à ciel ouvert, il a aujourd’hui une vocation touristique et culturelle,.
Seigneurie de la famille  d'Altenèphe (Atanulfe), puis des Garde de Vins du Parlement de Provence et des Vintimille du Luc. Fief érigé en marquisat par lettres patentes de mars 1641 en faveur de François de Garde de Vins, avec union de la baronnie de Forcalqueiret, terres de Saint-Estève, Naple, Rocbaron et Ongles.
Vins est aussi un haut lieu de la résistance varoise,,.
Observation d'ovnis à Vins-sur-Caramy le 14 avril 1957.

## Politique et administration
| Période                                  | Période  | Identité                    | Étiquette | Qualité                       |
| ---------------------------------------- | -------- | --------------------------- | --------- | ----------------------------- |
| Les données manquantes sont à compléter. |          |                             |           |                               |
| 1928                                     | 1945     | Sylvain Mourlan (1880-1949) | SFIO      | Cultivateur                   |
|                                          |          |                             |           |                               |
| 1975                                     | 2020     | Christian Rioli             | DVG       | Ancien PEGC                   |
| 03 juillet 2020                          | en cours | Jean-Luc Bonnet             | DVD       | cadre de la fonction publique |

### Budget et fiscalité 2019
En 2019, le budget de la commune était constitué ainsi :
- total des produits de fonctionnement : 771 000 €, soit 755 € par habitant ;
- total des charges de fonctionnement : 780 000 €, soit 763 € par habitant ;
- total des ressources d’investissement : 171 000 €, soit 167 € par habitant ;
- total des emplois d’investissement : 149 000 €, soit 145 € par habitant.
- endettement : 0 €, soit 0 € par habitant.

Avec les taux de fiscalité suivants :
- taxe d’habitation : 6,70 % ;
- taxe foncière sur les propriétés bâties : 11,70 % ;
- taxe foncière sur les propriétés non bâties : 94,50 % ;
- taxe additionnelle à la taxe foncière sur les propriétés non bâties : 0,00 % ;
- cotisation foncière des entreprises : 0,00 %.

Chiffres clés Revenus et pauvreté des ménages en 2018 : Médiane en 2018 du revenu disponible, par unité de consommation : 19 590 €.

## Population et société

### Démographie

#### Évolution démographique
L'évolution du nombre d'habitants est connue à travers les recensements de la population effectués dans la commune depuis 1793. Pour les communes de moins de 10 000 habitants, une enquête de recensement portant sur toute la population est réalisée tous les cinq ans, les populations de référence des années intermédiaires étant quant à elles estimées par interpolation ou extrapolation. Pour la commune, le premier recensement exhaustif entrant dans le cadre du nouveau dispositif a été réalisé en 2005.

En 2022, la commune comptait 936 habitants, en évolution de −6,68 % par rapport à 2016 (Var : +4,98 %, France hors Mayotte : +2,11 %).
| 1793 | 1800 | 1806 | 1821 | 1831 | 1836 | 1841 | 1846 | 1851 |
| ---- | ---- | ---- | ---- | ---- | ---- | ---- | ---- | ---- |
| 531  | 518  | 541  | 621  | 626  | 589  | 548  | 555  | 545  |

| 1856 | 1861 | 1866 | 1872 | 1876 | 1881 | 1886 | 1891 | 1896 |
| ---- | ---- | ---- | ---- | ---- | ---- | ---- | ---- | ---- |
| 525  | 523  | 526  | 501  | 470  | 377  | 370  | 405  | 405  |

| 1901 | 1906 | 1911 | 1921 | 1926 | 1931 | 1936 | 1946 | 1954 |
| ---- | ---- | ---- | ---- | ---- | ---- | ---- | ---- | ---- |
| 425  | 405  | 314  | 305  | 328  | 317  | 300  | 315  | 311  |

| 1962 | 1968 | 1975 | 1982 | 1990 | 1999 | 2005 | 2006 | 2010 |
| ---- | ---- | ---- | ---- | ---- | ---- | ---- | ---- | ---- |
| 267  | 272  | 223  | 298  | 492  | 561  | 751  | 773  | 916  |

| 2015  | 2020 | 2022 | - | - | - | - | - | - |
| ----- | ---- | ---- | - | - | - | - | - | - |
| 1 001 | 937  | 936  | - | - | - | - | - | - |

### Enseignement
- École maternelle et élémentaire[58].
- Collèges les plus proches[59] : Brignoles, Besse-sur-issole.
- Lycées les plus proches : Brignoles.

### Santé
- Les professionnels et établissements de santé les plus proches se trouvent à Brignoles distante de 9 km  ou à Carcès distante de 13 km[60].
- Centre hospitalier de la Dracénie à 68 km[61].

### Cultes
Culte catholique relevant de la paroisse de Le Val, diocèse de Fréjus-Toulon.

### Associations
La commune bénéficie d'un réseau de sept associations locales : 
- les Boulomanes vinsois ;
- l'Amical des marronniers ;
- Coutumes et traditions ;
- les Voix du Carami ;
- Karaté Spirit Bushidi ;
- Sauvegarde du château ;
- Roule ma frite Verdon.

## Économie

### Entreprises et commerces

#### Agriculture
- Coopérative vinicole de Vins[64].

#### Tourisme
Cet ancien village minier, au-dessus de la vallée de Caramy au sein de la communauté d'agglomération de la Provence Verte est devenu un des points forts du Pays de la Provence Verte.
L'Office de tourisme de La Provence Verte rayonne en effet sur huit offices de tourisme répartis dans les villages du Pays de la Provence Verte qui a obtenu le label « Villes et Pays d'art et d'histoire »,.
La Provence Verte est un territoire qui couvre le quart du département du Var regroupant 43 villages avec une variété et une richesse patrimoniale qui explique son attrait touristique au cœur de la Provence.
Outre les gîtes sur la commune, le château de Vins dispose de capacités d'accueil, que ce soit en hébergement ou en lieu de manifestations culturelles.

#### Commerces et services
- Commerces de proximité et services aux particuliers : boulangerie, brasserie, garage, entreprises et artisans du bâtiment[69].
- L'agence postale communale[70].

## Lieux et monuments

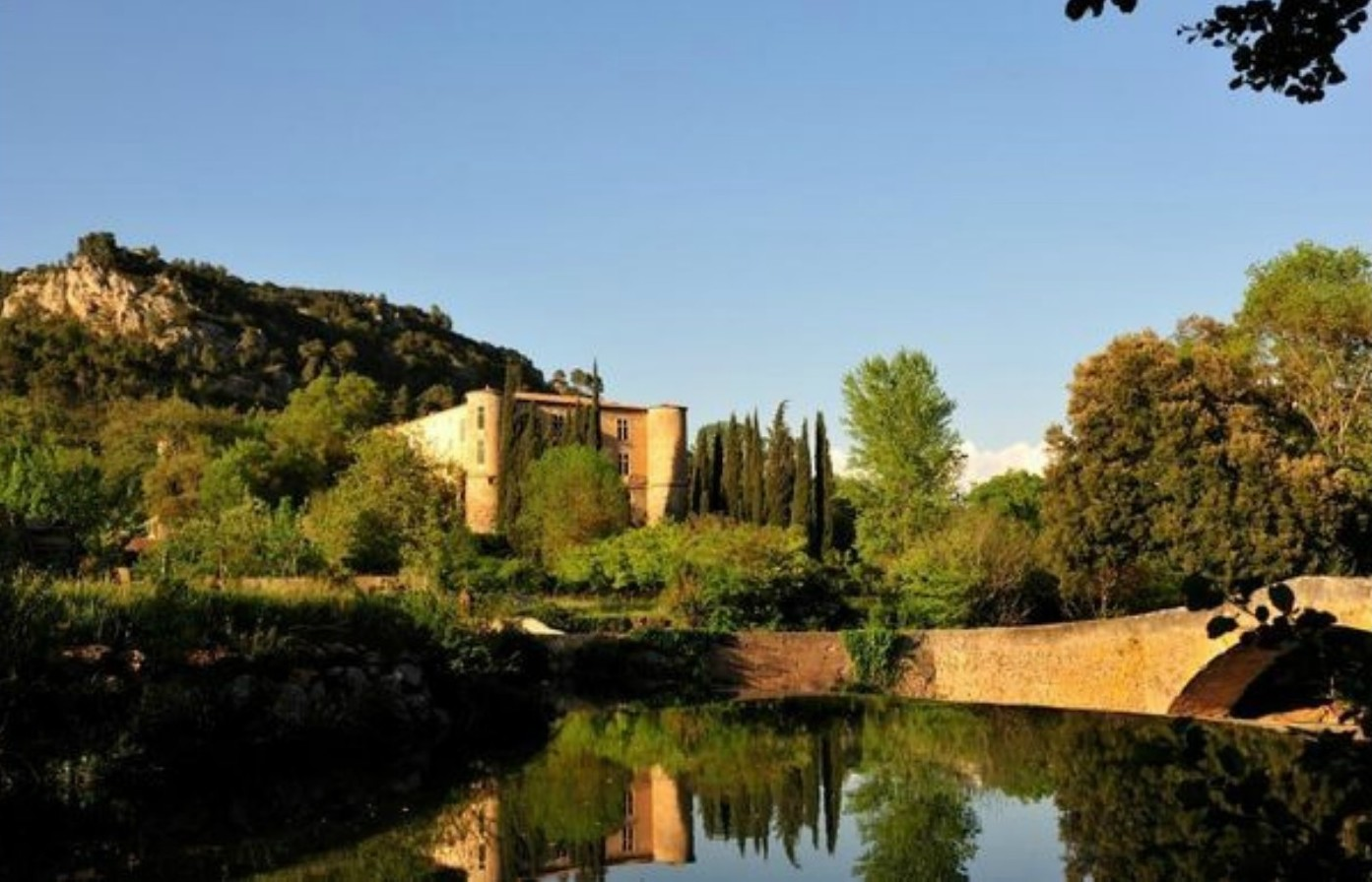
Le Caramy et vue sur le château.

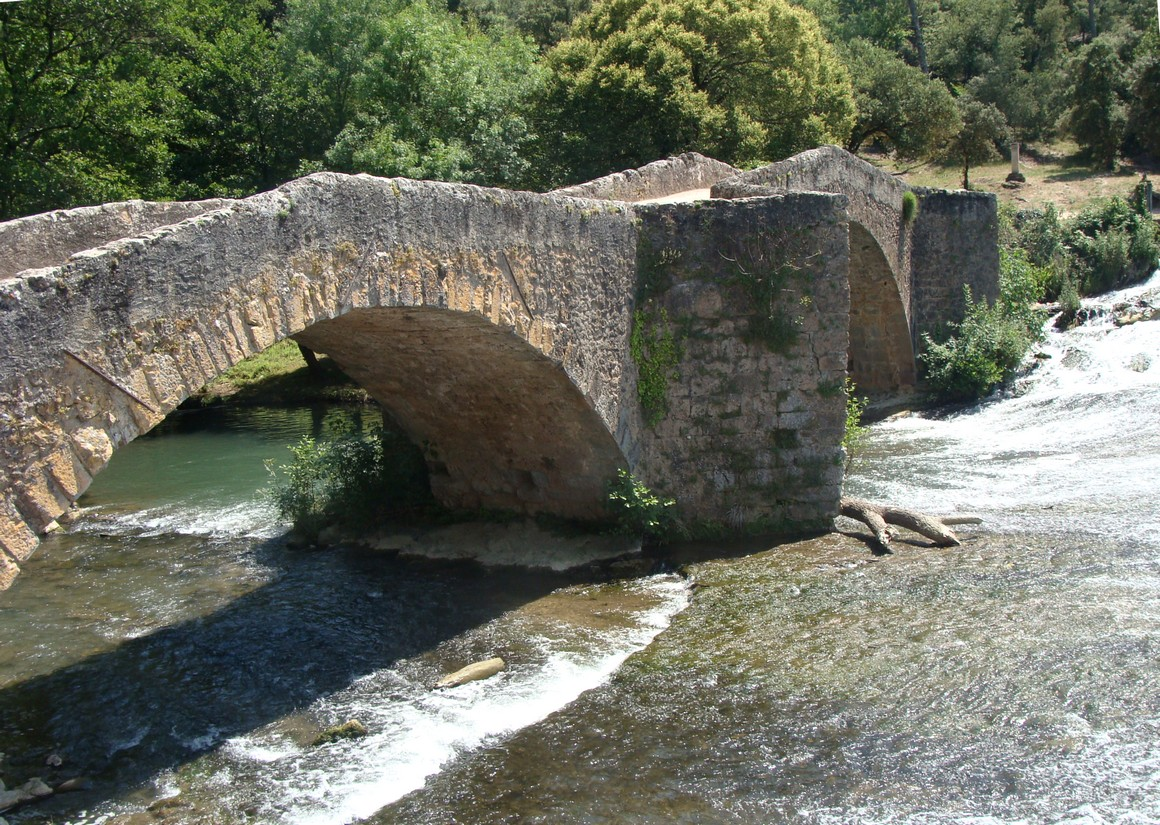
Le pont ancien, dit « pont romain », sur le Caramy.
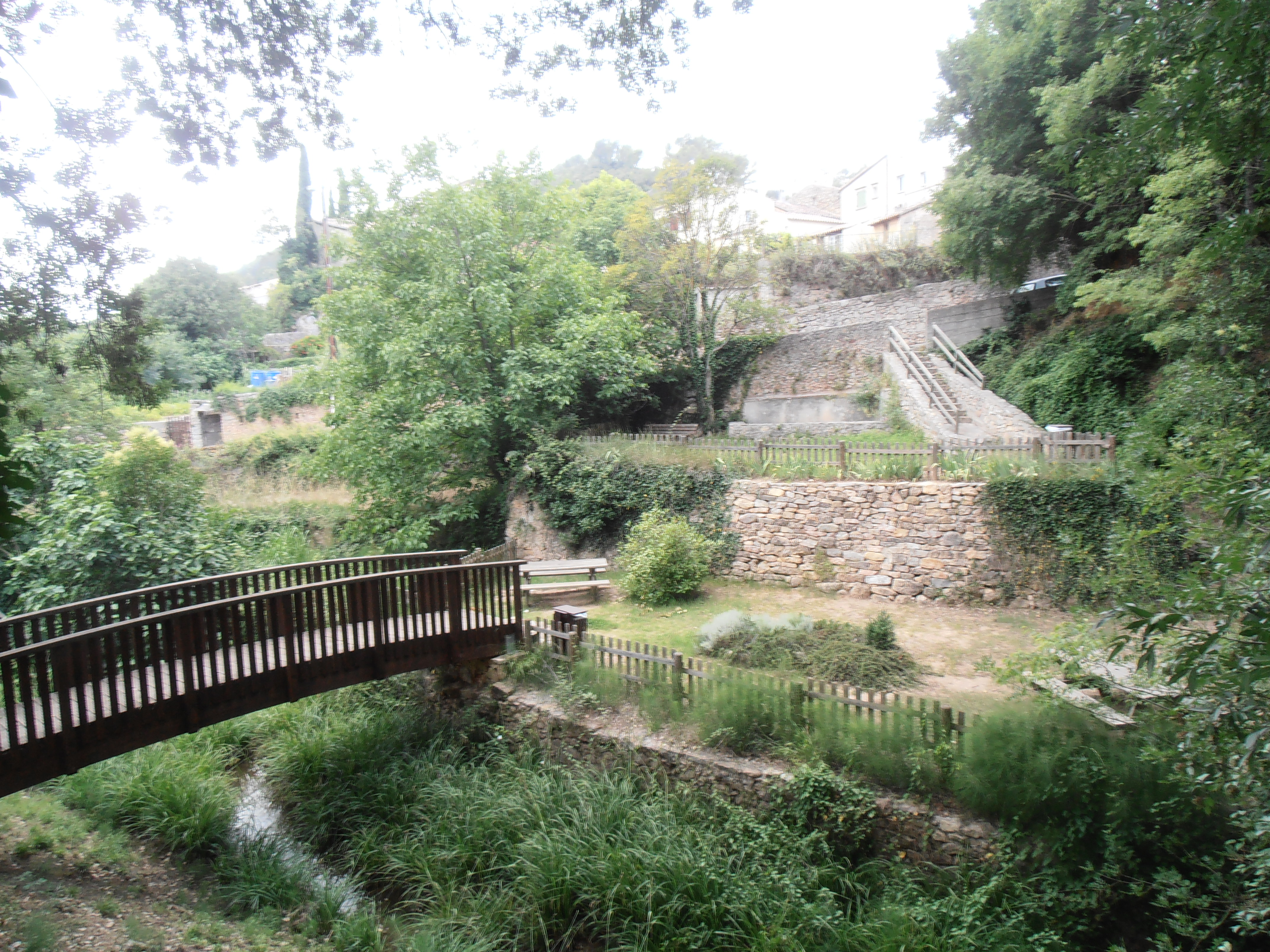
L'environnement du château.
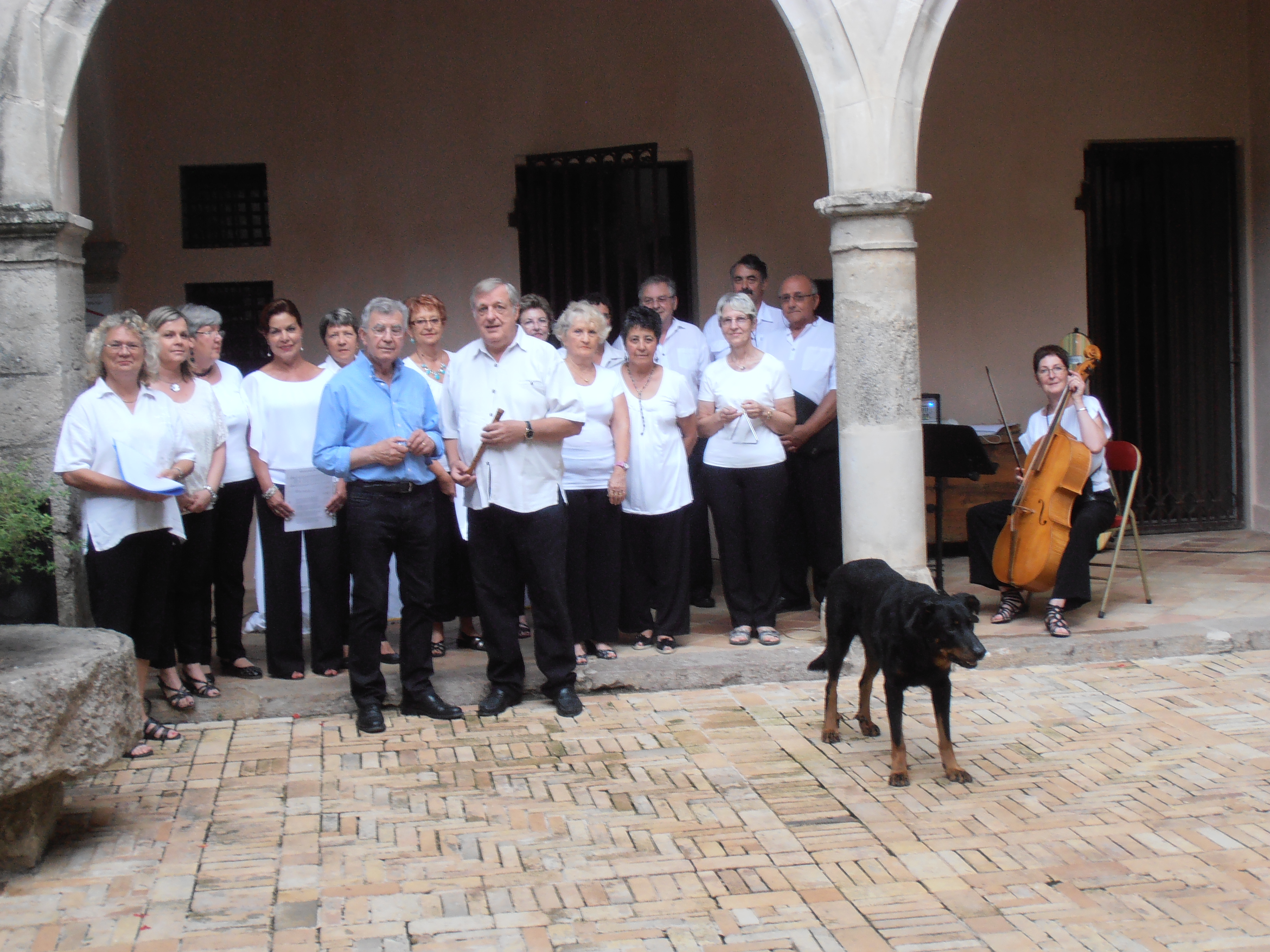
Jean Clotaire Bonnet et la chorale de Vins.

Le château de Vins, monument inscrit sur l'Inventaire supplémentaire des monuments historiques, domine la paisible vallée du Caramy,.
Vestiges et patrimoine à voir ou à visiter, :
- les ruines de la forteresse Sainte-Suzanne[75] ;
- le pont, à trois arches, dit « romain »... mais construit à l'époque médiévale[76], sur le Caramy[77],[78],[79] ;
- la chapelle Saint-Vincent (restaurée au XVIe siècle) est dédiée à saint Vincent[Lequel ?][80],[81] ;
- l'église Saint-Christophe[82],[83], logis d'une commanderie templière utilisée ensuite par les hospitaliers ;
- la chapelle ruinée Sainte-Suzanne près des ruines de l'ancien château[84],[85] ;
- le Chemin des Résistants[86] ;
- Terrain Vermicel, haut-lieu de la résistance[87].
- La grotte des Résistants[88].

Animations :
- "Festival Musiques & Patrimoine en Pays Varois"[89], au château de Vins, les 18 et 20 juillet 2019; et 09 et 10 août 2019.

## Curiosités
- Lavoir et rinçoir avec sa grande fontaine dite républicaine[90], surmontée d’une Marianne offerte par les villageois par souscription à l’occasion du centenaire de la Révolution française[91] ;
- un lavoir[92] ;
- ancien moulin ;
- statue de la Vierge[93] ;
- oratoire Saint-Christophe[94].

## Héraldique
« D'or à une grappe de raisin d'azur. »

## Personnalités liées à la commune
- Hubert de Garde de Vins. Voir aussi : Liste historique des marquisats de France Vins (Vins-sur-Caramy)

### Bibliographie

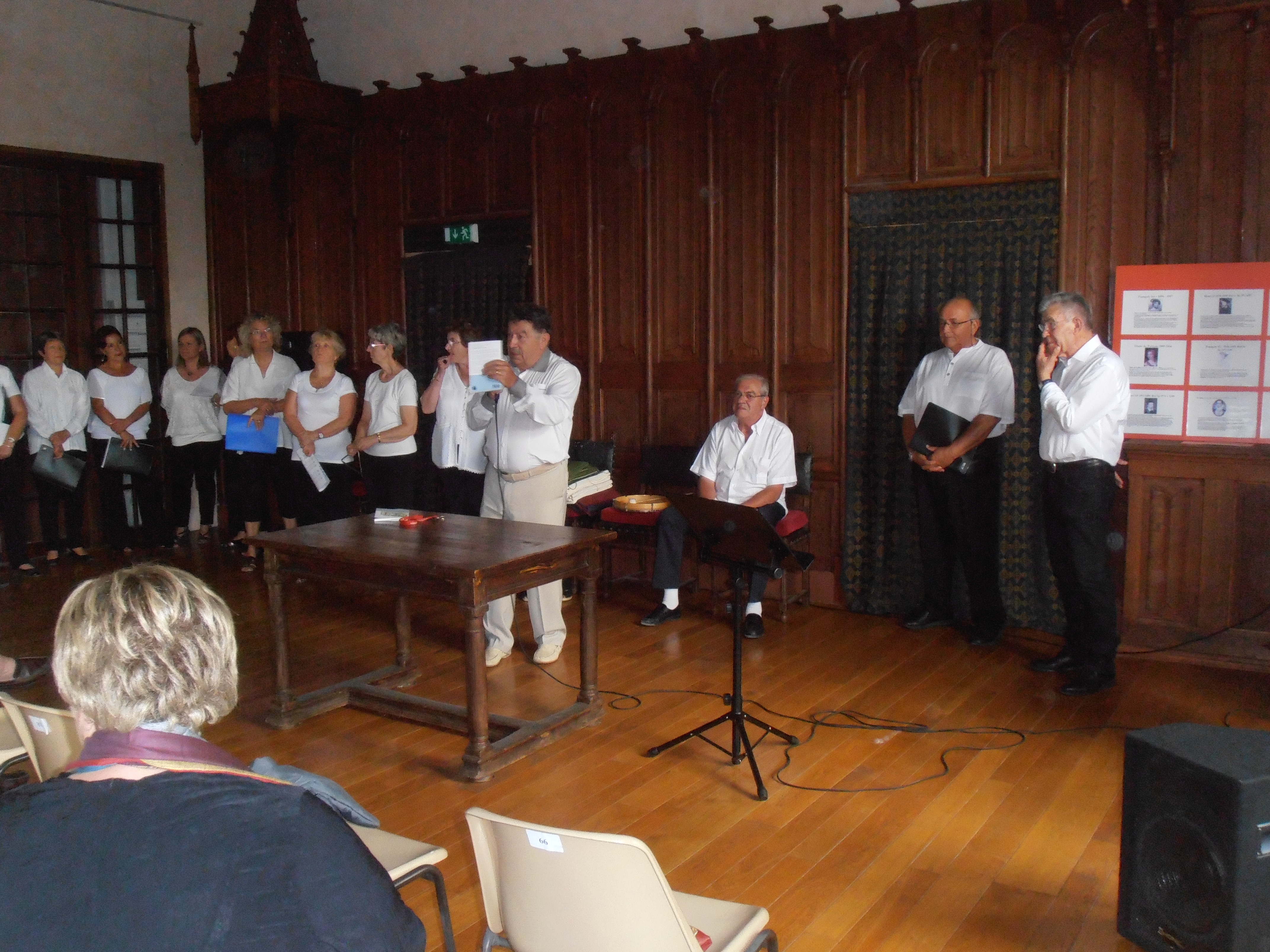
Présentation du livre « Une vie, une passion ... et les pierres revivent à Vins ».